# Чемпионат России по тяжёлой атлетике 2011
Чемпионат России по тяжёлой атлетике 2011 года — 20-й чемпионат России по тяжёлой атлетике проходил в Пензе с 25 по 31 июля.

## Медалисты

### Мужчины
| Дисциплины   | Золото                                                   | Золото | Серебро                                                  | Серебро | Бронза                                                   | Бронза |
| 56 кг        | 56 кг                                                    | 56 кг  | 56 кг                                                    | 56 кг   | 56 кг                                                    | 56 кг  |
| ------------ | -------------------------------------------------------- | ------ | -------------------------------------------------------- | ------- | -------------------------------------------------------- | ------ |
| Рывок        | Геннадий Зыков Санкт-Петербург                           | 108 кг | Асали Абдулгашумов Москва                                | 100 кг  | Александр Галечин Хабаровск                              | 97 кг  |
| Толчок       | Асали Абдулгашумов Москва                                | 126 кг | Геннадий Зыков Санкт-Петербург                           | 124 кг  | Александр Галечин Хабаровск                              | 121 кг |
| Сумма        | Геннадий Зыков Санкт-Петербург                           | 232 кг | Асали Абдулгашумов Москва                                | 226 кг  | Александр Галечин Хабаровск                              | 218 кг |
| 62 кг        |                                                          |        |                                                          |         |                                                          |        |
| Рывок        | Антон Дунин Кемеровская область                          | 118 кг | Павел Суханов Московская область, Оренбургская область   | 117 кг  | Олег Лаптев Ульяновская область, Ульяновск               | 113 кг |
| Толчок       | Павел Суханов Московская область, Оренбургская область   | 159 кг | Антон Дунин Кемеровская область                          | 157 кг  | Олег Лаптев Ульяновская область, Ульяновск               | 142 кг |
| Сумма        | Павел Суханов Московская область, Оренбургская область   | 276 кг | Антон Дунин Кемеровская область                          | 275 кг  | Олег Лаптев Ульяновская область, Ульяновск               | 255 кг |
| 69 кг        |                                                          |        |                                                          |         |                                                          |        |
| Рывок        | Олег Чен Московская область, Новосибирская область       | 155 кг | Сергей Петросян Краснодарский край, Горячий Ключ         | 145 кг  | Таукан Геккиев Кабардино-Балкария, Москва                | 143 кг |
| Толчок       | Олег Чен Московская область, Новосибирская область       | 178 кг | Сергей Петросян Краснодарский край, Горячий Ключ         | 177 кг  | Таукан Геккиев Кабардино-Балкария, Москва                | 170 кг |
| Сумма        | Олег Чен Московская область, Новосибирская область       | 333 кг | Сергей Петросян Краснодарский край, Горячий Ключ         | 322 кг  | Таукан Геккиев Кабардино-Балкария, Москва                | 313 кг |
| 77 кг        |                                                          |        |                                                          |         |                                                          |        |
| Рывок        | Антон Котляров Кемеровская область, Москва               | 155 кг | Мухамад Хибалов Чечня, Урус-Мартан                       | 150 кг  | Дмитрий Иваненко Хабаровск                               | 150 кг |
| Толчок       | Мухамад Хибалов Чечня, Урус-Мартан                       | 178 кг | Дмитрий Иваненко Хабаровск                               | 178 кг  | Антон Котляров Кемеровская область, Москва               | 170 кг |
| Сумма        | Мухамад Хибалов Чечня, Урус-Мартан                       | 328 кг | Дмитрий Иваненко Хабаровск                               | 328 кг  | Антон Котляров Кемеровская область, Москва               | 325 кг |
| 85 кг        |                                                          |        |                                                          |         |                                                          |        |
| Рывок        | Ринат Киреев Башкортостан, Москва                        | 167 кг | Руслан Саяхов Башкортостан, Москва                       | 166 кг  | Дмитрий Петров Кабардино-Балкария, Москва                | 161 кг |
| Толчок       | Ринат Киреев Башкортостан, Москва                        | 200 кг | Дмитрий Петров Кабардино-Балкария, Москва                | 196 кг  | Руслан Саяхов Башкортостан, Москва                       | 195 кг |
| Сумма        | Ринат Киреев Башкортостан, Москва                        | 367 кг | Руслан Саяхов Башкортостан, Москва                       | 361 кг  | Дмитрий Петров Кабардино-Балкария, Москва                | 357 кг |
| 94 кг        |                                                          |        |                                                          |         |                                                          |        |
| Рывок        | Александр Иванов Краснодарский край, Ставропольский край | 177 кг | Андрей Деманов Татарстан, Москва                         | 175 кг  | Роман Хаматшин Приморский край, Москва                   | 170 кг |
| Толчок       | Андрей Деманов Татарстан, Москва                         | 218 кг | Роман Хаматшин Приморский край, Москва                   | 216 кг  | Александр Иванов Краснодарский край, Ставропольский край | 215 кг |
| Сумма        | Андрей Деманов Татарстан, Москва                         | 393 кг | Александр Иванов Краснодарский край, Ставропольский край | 392 кг  | Роман Хаматшин Приморский край, Москва                   | 386 кг |
| 105 кг       |                                                          |        |                                                          |         |                                                          |        |
| Рывок        | Владимир Сморчков Омская область, Санкт-Петербург        | 195 кг | Дмитрий Клоков Башкортостан, Москва                      | 195 кг  | Давид Бенджанян Ставропольский край, Солнечнодольск      | 185 кг |
| Толчок       | Дмитрий Клоков Башкортостан, Москва                      | 232 кг | Давид Бенджанян Ставропольский край, Солнечнодольск      | 230 кг  | Владимир Сморчков Омская область, Санкт-Петербург        | 225 кг |
| Сумма        | Дмитрий Клоков Башкортостан, Москва                      | 427 кг | Владимир Сморчков Омская область, Санкт-Петербург        | 420 кг  | Давид Бенджанян Ставропольский край, Солнечнодольск      | 415 кг |
| свыше 105 кг |                                                          |        |                                                          |         |                                                          |        |
| Рывок        | Руслан Албегов Московская область, Северная Осетия       | 204 кг | Чингиз Могушков Чечня                                    | 202 кг  | Андрей Козлов Курская область, Санкт-Петербург           | 193 кг |
| Толчок       | Руслан Албегов Московская область, Северная Осетия       | 248 кг | Чингиз Могушков Чечня                                    | 248 кг  | Андрей Козлов Курская область, Санкт-Петербург           | 240 кг |
| Сумма        | Руслан Албегов Московская область, Северная Осетия       | 452 кг | Чингиз Могушков Чечня                                    | 450 кг  | Андрей Козлов Курская область, Санкт-Петербург           | 433 кг |

### Женщины
| Дисциплины  | Золото                                                 | Золото | Серебро                                                   | Серебро | Бронза                                                 | Бронза |
| 48 кг       | 48 кг                                                  | 48 кг  | 48 кг                                                     | 48 кг   | 48 кг                                                  | 48 кг  |
| ----------- | ------------------------------------------------------ | ------ | --------------------------------------------------------- | ------- | ------------------------------------------------------ | ------ |
| Рывок       | Аминат Масхадова Дагестан, Москва                      | 70 кг  | Екатерина Власова Москва                                  | 61 кг   | Татьяна Сусакова Липецк                                | 60 кг  |
| Толчок      | Аминат Масхадова Дагестан, Москва                      | 90 кг  | Екатерина Власова Москва                                  | 78 кг   | Татьяна Сусакова Липецк                                | 76 кг  |
| Сумма       | Аминат Масхадова Дагестан, Москва                      | 160 кг | Екатерина Власова Москва                                  | 139 кг  | Татьяна Сусакова Липецк                                | 136 кг |
| 53 кг       |                                                        |        |                                                           |         |                                                        |        |
| Рывок       | Надежда Перелыгина Москва                              | 86 кг  | Светлана Черемшанова Шадринск                             | 83 кг   | Мария Лубина Санкт-Петербург                           | 78 кг  |
| Толчок      | Светлана Черемшанова Шадринск                          | 106 кг | Надежда Перелыгина Москва                                 | 100 кг  | Мария Лубина Санкт-Петербург                           | 100 кг |
| Сумма       | Светлана Черемшанова Шадринск                          | 189 кг | Надежда Перелыгина Москва                                 | 186 кг  | Мария Лубина Санкт-Петербург                           | 186 кг |
| 58 кг       |                                                        |        |                                                           |         |                                                        |        |
| Рывок       | Елена Шадрина Санкт-Петербург, Челябинская область     | 97 кг  | Татьяна Алеева Кемеровская область, Новосибирская область | 88 кг   | Анастасия Бегунова Красноярск                          | 86 кг  |
| Толчок      | Елена Шадрина Санкт-Петербург, Челябинская область     | 121 кг | Татьяна Алеева Кемеровская область, Новосибирская область | 110 кг  | Анастасия Бегунова Красноярск                          | 104 кг |
| Сумма       | Елена Шадрина Санкт-Петербург, Челябинская область     | 218 кг | Татьяна Алеева Кемеровская область, Новосибирская область | 198 кг  | Анастасия Бегунова Красноярск                          | 190 кг |
| 63 кг       |                                                        |        |                                                           |         |                                                        |        |
| Рывок       | Светлана Царукаева Московская область, Северная Осетия | 105 кг | Елена Биршкис Новосибирская область, Кемеровская область  | 95 кг   | Рузана Кулова Кабардино-Балкария, Москва               | 90 кг  |
| Толчок      | Светлана Царукаева Московская область, Северная Осетия | 125 кг | Елена Биршкис Новосибирская область, Кемеровская область  | 115 кг  | Рузана Кулова Кабардино-Балкария, Москва               | 103 кг |
| Сумма       | Светлана Царукаева Московская область, Северная Осетия | 230 кг | Елена Биршкис Новосибирская область, Кемеровская область  | 210 кг  | Рузана Кулова Кабардино-Балкария, Москва               | 193 кг |
| 69 кг       |                                                        |        |                                                           |         |                                                        |        |
| Рывок       | Виктория Достовалова Забайкальский край, Чита          | 101 кг | Светлана Лобанова Москва                                  | 100 кг  | Татьяна Матвеева Санкт-Петербург                       | 100 кг |
| Толчок      | Татьяна Матвеева Санкт-Петербург                       | 135 кг | Виктория Достовалова Забайкальский край, Чита             | 123 кг  | Светлана Лобанова Москва                               | 118 кг |
| Сумма       | Татьяна Матвеева Санкт-Петербург                       | 235 кг | Виктория Достовалова Забайкальский край, Чита             | 224 кг  | Светлана Лобанова Москва                               | 218 кг |
| 75 кг       |                                                        |        |                                                           |         |                                                        |        |
| Рывок       | Надежда Евстюхина Москва                               | 120 кг | Людмила Анина Москва, Рязанская область                   | 110 кг  |                                                        |        |
| Толчок      | Надежда Евстюхина Москва                               | 155 кг | Людмила Анина Москва, Рязанская область                   | 145 кг  |                                                        |        |
| Сумма       | Надежда Евстюхина Москва                               | 275 кг | Людмила Анина Москва, Рязанская область                   | 255 кг  |                                                        |        |
| свыше 75 кг |                                                        |        |                                                           |         |                                                        |        |
| Рывок       | Татьяна Каширина Московская область, Санкт-Петербург   | 133 кг | Юлия Коновалова Московская область, Москва                | 130 кг  | Татьяна Кренделева Липецкая область, Орловская область | 110 кг |
| Толчок      | Татьяна Каширина Московская область, Санкт-Петербург   | 170 кг | Юлия Коновалова Московская область, Москва                | 162 кг  | Татьяна Кренделева Липецкая область, Орловская область | 126 кг |
| Сумма       | Татьяна Каширина Московская область, Санкт-Петербург   | 303 кг | Юлия Коновалова Московская область, Москва                | 292 кг  | Татьяна Кренделева Липецкая область, Орловская область | 236 кг |

## Командный зачёт

### Мужчины
1. Москва;
2. Санкт-Петербург;
3. Ставропольский край;

### Женщины
1. Москва;
2. Московская область;
3. Санкт-Петербург;

## Рекорды России
- Евгений Чигишев (свыше 105 кг), рывок — 211 кг;
- Андрей Чемеркин (свыше 105 кг): толчок — 260 кг, сумма — 462,5 кг.